# Jesús Pérez Salas
Jesús Pérez Salas (n. 1892) va ser un militar espanyol, conegut per la seva participació en Guerra civil.

## Biografia
Va néixer a Alacant el 18 de febrer de 1892. En total eren 5 germans —entre altres, Manuel, Julio o Joaquín, aquest últim destacat oficial d'artilleria— que van fer la carrera militar, i dels quals quatre es van mantenir fidels a la República i un es va unir als revoltats.
A la fi de 1930 va participar en la conspiració cívico-militar per a derrocar la Monarquia i proclamar la República, però la revolta de la guarnició de Jaca va frustrar els plans. No obstant això, uns mesos més tard acabaria proclamant-se la Segona República. Es va iniciar en la maçoneria en 1931, en la lògia «Redención» n.° 2 de Barcelona. El gener de 1933 va ser nomenat cap superior de policia a Barcelona, amb la missió de facilitar els traspassos de competències a la Generalitat de Catalunya. Es va exiliar d'Espanya arran de la seva participació en els fets revolucionaris de 1934, encara que tornaria després de la victòria electoral del Front Popular en 1936.
Al començament de la Guerra civil era oficial de l'Exèrcit amb el rang de tinent coronel i estava destinat a Barcelona, ciutat on va ajudar a reprimir la revolta militar. Després d'això, es va encarregar d'organitzar columnes militars que es dirigissin cap al front d'Aragó per a combatre contra els militars revoltats. Ell mateix va estar al capdavant de la denominada Columna Macià-Companys, composta per militants dels partits nacionalistes catalans Estat Català i Esquerra Republicana de Catalunya (ERC). La columna va sortir de Barcelona al començament de setembre i es va dirigir al front de Terol, on l'1 d'octubre de 1936 va aconseguir conquistar les mines de carbó d'Utrillas. No obstant això, noves ofensives van fracassar i va quedar detinguda prop de Vivel del Río Martín. Al començament de 1937 la columna es va militaritzar i va ser canviada de nom com 30a Divisió, mantenint-se com a comandant de la nova unitat. Va ser substituït al febrer de 1938 pel coronel Alberto Arrando Garrido.
El 24 de març de 1938 va ser nomenat subsecretari del Ministeri de defensa, càrrec que va exercir per poc temps. Més endavant va dirigir el XXIV Cos d'Exèrcit, que constituïa la reserva estratègica del Grup d'Exèrcits de la Regió Oriental (GERO). Cap al final de la guerra va ser ascendit al rang de coronel.
Amb el final de la contesa va marxar a l'exili a França, i posteriorment passaria a l'exili a Mèxic al costat d'altres militars i polítics republicans. Pérez Salas va arribar a escriure un llibre de memòries sobre la guerra que ha rebut comentaris positius d'autors com Burnett Bolloten. Va continuar residint a Mèxic, on va morir.

## Obres
- —— (1947). Guerra en España (1936 a 1939). México DF: Imprenta Grafos.[13]